# Markus Miller
Markus Miller (ur. 8 kwietnia 1982) – niemiecki piłkarz, bramkarz.
Swoją karierę rozpoczął w mieście, w którym się urodził - Lindenberg im Allgäu, a dokładnie w klubie FC Lindenberg. Następnie przeniósł się do innego klubu regionalnego - FC Wangen.
W 2000 roku trafił do zespołu VfB Stuttgart, jednak swoje mecze rozgrywał w rezerwach tego klubu w lidze Regionalliga Süd (III liga niemiecka). Przez dwa sezony rozegrał 44 spotkania. Okazjonalnie siadał na ławce rezerwowych pierwszego zespołu, nie zaliczając żadnego spotkania w pierwszej drużynie ze Stuttgartu.
Kolejny zespołem stał się FC Augsburg z Regionalliga Süd - grał tam w sezonie 2002/03, rozgrywając 18 spotkań na bramce tego klubu.
Latem 2003 Miller przeniósł się do zespołu z 2. Bundesligi – Karlsruher SC. W pierwszym sezonie nie zaliczył jednak żadnego spotkania w barwach pierwszej drużyny. Swój debiut zaliczył 7 sierpnia 2004 roku przeciwko SV Wacker Burghausen (zakończonym wynikiem 1:1), stając się pierwszym bramkarzem klubu. Rozegrał wszystkie możliwe 34 spotkania na drugoligowych niemieckich boiskach.
Miller kontynuował karierę w Karlsruher SC w sezonie 2006/07, rozgywając 30 spotkań (opuścił 4 mecze). 9 października 2006 roku podpisał nowy kontrakt do 30 czerwca 2009 roku.
Markus Miller jest często porównywany do Olivera Kahna (legendy Bayernu Monachium, z racji tego, że słynny Oli grał w tym klubie w czasie swojej młodości do momentu przejścia do zespołu z Monachium w 1994 roku).
Kibice nazywają Millera Killer Miller od czasu jego niesamowitego występu przeciwko 1. FSV Mainz 05 w rozgrywkach Pucharu Niemiec z 21 września 2004 roku, kiedy to obronił trzy rzuty karne w serii rzutów karnych.
6 listopada 2006 roku został wybrany przez użytkowników oficjalnej strony poświęconej rozgrywkom ligowym w Niemczech – www.bundesliga.de - najlepszym bramkarzem w 2. Bundeslidze.
W 2010 roku został zawodnikiem zespołu Hannover 96.